# Pistolet Ruby
Ruby – hiszpański pistolet samopowtarzalny, uproszczona kopia pistoletu Browning M1903, produkowanego przez Fabrique Nationale de Herstal.
W czasie I wojny światowej etatowy pistolet armii francuskiej (Pistolet automatique de 7 millimètre .65 genre "Ruby"). Broń popularnie kopiowana w różnych wariantach przez kilkadziesiąt firm, jednym z jego popularniejszych klonów były pistolety Cebra. W Polsce znane jako pistolety wz. 16.

## Historia
Produkcja Ruby rozpoczęła się w 1914 roku, wkrótce po wybuchu I wojny światowej, w odpowiedzi na zapotrzebowanie armii francuskiej. Ogółem zamówiono ponad milion sztuk. Kontrakt na produkcję pistoletów otrzymała spółka Gabilondo y Urresti, jednak ze względu na niewystarczające moce produkcyjne, przedsiębiorstwo nawiązało współpracę z innymi hiszpańskimi firmami zbrojeniowymi, które produkowały następnie swoje odmiany tego pistoletu. M.in. pistolety Cebra były produkowane przez Arizmendi Zulaica y Cia. Część spółek wynegocjowało kontrakty bezpośrednio z francuską armią. Łącznie produkcja odbywała się w ponad 30 przedsiębiorstwach.
Poza I wojną światową pistolet wykorzystywany był m.in. podczas wojny francusko-syryjskiej, II wojny światowej, I wojny indochińskiej i wojny algierskiej. Wojsko Polskie otrzymało z Francji ok. 20 000 sztuk tych pistoletów, głównie typów Ruby i Cebra, używanych jeszcze podczas II wojny światowej, z powodu braku pistoletów Vis wz. 35.

## Konstrukcja
Pistolet samopowtarzalny działający na zasadzie odrzutu zamka swobodnego, z kurkiem wewnętrznym. Magazynek o pojemności 9 nabojów 7,65 × 17 mm SR Browning. Pistolety poszczególnych wytwórców różniły się szczegółami i charakterystykami, m.in. długością lufy 180 do 210 mm. Zaletą pistoletów tego typu była niska cena, natomiast wadami m.in. mała trwałość i brak zamienności części, nie tylko pomiędzy różnymi modelami, ale także w obrębie jednego modelu.